# La cuadratura de la parábola

Segmento parabólico.

La cuadratura de la parábola (en griego: Τετραγωνισμὸς παραβολῆς) es un tratado sobre geometría, escrito por Arquímedes en el siglo III a. C. en forma de carta a su amigo Dositeo. Presenta 24 proposiciones sobre las parábolas, culminando con la demostración de que el área de un segmento parabólico (la región encerrada por una parábola y una línea recta) es 4/3 de la del triángulo inscrito.
El enunciado del problema utiliza el método exhaustivo. Arquímedes va diseccionando el área en triángulos cada vez más pequeños de tal manera que sus áreas van formando una progresión geométrica. Calculó la suma de la serie geométrica resultante y demostró que esta era el área del segmento parabólico. La cuadratura de la parábola representó el uso más sofisticado del método exhaustivo o de agotamiento en las matemáticas antiguas, y no fue superada hasta el desarrollo del cálculo integral en el siglo XVII, siendo sucedido por la fórmula de cuadratura de Cavalieri.

## Teorema principal

Arquímedes dibuja un triángulo inscrito para el segmento parabólico dado.

Un segmento parabólico es el área interior limitada por la parábola y una línea. Para hallar el área de un segmento parabólico, Arquímedes considera cierto triángulo inscrito. La base de este triángulo es la cuerda dada de la parábola, y el tercer vértice es el punto de la parábola tal que la tangente a la parábola en ese punto es paralela a la cuerda. Por la Proposición 1 (Cuadratura de la parábola), una línea paralela al eje de la parábola trazada desde el tercer vértice la cuerda dada en dos segmentos iguales d. El teorema principal afirma que el área del segmento parabólico es 4/3 de la del triángulo inscrito.

## Estructura del texto
Arquímedes ofrece dos demostraciones del teorema principal. El primero utiliza una abstracción mecánica. Arquímedes argumenta que el peso del segmento equilibra el peso del triángulo cuando este se sitúa en el lugar apropiado. El segundo, más conocido, utiliza solamente el razonamiento geométrico, en concreto el método exhaustivo.
De los 24 enunciados, los tres primeros son citados sin demostrarlos a partir de los Elementos de Cónicas, de Euclides (una obra perdida de Euclides sobre secciones cónicas). Los enunciados cuarto y quinto establecen propiedades elementales de la parábola; del sexto al decimoséptimo ofrecen demostraciones mecánicas del teorema principal; y del decimoctavo al vigesimocuarto dan demostraciones geométricas.

## Demostración geométrica
Disección del segmento parabólico

Disección de Arquímedes de un segmento de parábola en un número arbitrario de triángulos.

La idea principal de la demostración es la disección del segmento de parábola en sucesivos triángulos cada vez más pequeños tanto como se quiera, como se observa en la figura de la derecha (método exhaustivo o de exhaución). Cada uno de estos triángulos está inscrito en su propio segmento parabólico en la misma manera en que el triángulo azul está inscrito en el segmento de partida.
Áreas de los triángulos
En los enunciados 18 al 21, Arquímedes prueba que el área de cada triángulo verde es un octavo del área del triángulo azul. 
Desde un punto de vista moderno, esto es porque el triángulo verde es la mitad de ancho y 1/4 de la altura:
Por extensión, cada uno de los triángulos amarillos tiene un octavo del área del triángulo verde, cada uno de los triángulos rojos tiene un octavo del área del triángulo amarillo y así sucesivamente. Usando el método exhaustivo se comprueba que el área total del segmento parabólico está dada por
{\displaystyle {\mbox{Área}}\;=\;T\,+\,2\left({\frac {T}{8}}\right)\,+\,4\left({\frac {T}{8^{2}}}\right)\,+\,8\left({\frac {T}{8^{3}}}\right)\,+\,\cdots .}
Donde T representa el área del triángulo azul, el segundo término representa el total del área de los dos triángulos verdes, el tercer término representa el área total  de los cuatro triángulos amarillos y así sucesivamente. Esto simplifica 
{\displaystyle {\mbox{Área}}\;=\;\left(1\,+\,{\frac {1}{4}}\,+\,{\frac {1}{16}}\,+\,{\frac {1}{64}}\,+\,\cdots \right)T.}
Suma de la serie

Demostración geométrica de Arquímedes de la serie 1/4 + 1/16 + 1/64 + ... = 1/3

Para completar la demostración, Arquímedes muestra que
{\displaystyle 1\,+\,{\frac {1}{4}}\,+\,{\frac {1}{16}}\,+\,{\frac {1}{64}}\,+\,\cdots \;=\;{\frac {4}{3}}.}
La fórmula anterior es una serie geométrica en la que cada término sucesivo es un cuarto del término anterior. Actualmente, esta fórmula es ejemplo especial de la suma de una serie geométrica.
Arquímedes evalúa la suma utilizando un método enteramente geométrico, ilustrado en la imagen adjunta. Esta imagen muestra un cuadrado unidad que ha sido diseccionado en una infinidad de cuadrados más pequeños. Cada cuadrado morado sucesivo tiene 1/4 del área del cuadrado previo, siendo el total de la áreas moradas la suma
{\displaystyle {\frac {1}{4}}\,+\,{\frac {1}{16}}\,+\,{\frac {1}{64}}\,+\,\cdots .}
Sin embargo, los cuadrados morados son congruentes respecto a cada conjunto de cuadrados amarillos, y cubren así 1/3 del área del cuadrado unidad. Con lo que se demuestra que la serie anterior suma 4/3 (ya que 1+1/3=4/3).